# 2. travnja
2. travnja (2. 4.) 92. je dan godine po gregorijanskom kalendaru (93. u prijestupnoj godini).
Do kraja godine imaju još 273 dana.

## Događaji
- 1792. – Prema Zakonu o otkovu osnovana je Kovnica SAD-a, a američka valuta je decimalizirana.
- 1860. – u Torinu se sastao prvi talijanski parlament
- 1905. – otvoren željeznički tunel ispod Alpa, kojim je Švicarska povezana s Italijom
- 1902. – U Los Angelesu otvoreno prvo kino "Electric Theatre"
- 1917. – američki kongres objavio rat carskoj Njemačkoj
- 1930. – Haile Selassie proglašen je carem Etiopije, naslijedivši svoju rođakinju caricu Zauditu.
- 1982. – Invazija argentinskih vojnih snaga na Falklandsko otočje – početak falklandskog rata između Argentine i Velike Britanije.
- 1992. – Mafijaški šef John Gotti osuđen je zbog ubojstva i reketarenja.
- 1992. – Tadžikistan priznao Hrvatsku.[1]
- 2008. – Ujedinjeni narodi proglasili 2. travnja Svjetskim danom autizma
- 2020. – broj slučajeva koronavirus pandemije preskočio brojku od 1 000 000.

| - 747. – Karlo Veliki, franački kralj († 814.) - 1602. – Marija od Isusa Agredska, španjolska redovnica († 1665.) - 1602. – Virginija Centurione Bracelli, talijanska svetica († 1651.) - 1834. – Paškal Buconjić, biskup mostarsko-duvanjski († 1910.) - 1840. – Émile Zola, francuski književnik († 1902.) - 1842. – Dominik Savio, talijanski svetac († 1857.) - 1878. – Antun Dobronić, hrvatski skladatelj i glazbeni pisac († 1955.) - 1888. – Grga Novak, hrvatski povjesničar i arheolog († 1978.) - 1914. – Alec Guinness, britanski glumac († 2000.) - 1921. – Rupert Rozmarić, hrvatski katolički svećenik, franjevac († 1991.) - 1921. – Vinko Kužina, hrvatski kulturni djelatnik († 2016.) - 1927. – Ferenc Puskás, mađarski nogometaš († 2006.) - 1960. – Linford Christie, britanski atletičar - 1975. – Pedro Pascal, čileanski i američki glumac - 1976. – Igor Đuzelov, makedonski nogometaš - 1990. – Stipe Čulina, hrvatski nogometaš - 1990. – Miralem Pjanić, bosanskohercegovački nogometaš | - 1272. – Rikard od Cornwalla i Poitoua (r. 1209.), rimsko-njemački kralj - 1507. – Sveti Franjo Paulski, talijanski redovnik i svetac (* 1416.) - 1657. – Ferdinand III., njemačko-rimski car, ugarsko-hrvatski i češki kralj (* 1608.) - 1672. – Pedro Calungsod, filipinski svetac (* 1654.) - 1872. – Samuel F.B. Morse, američki izumitelj i slikar (* 1791.) - 1875. – Franjo Coll Guitart, španjolski svetac (* 1812.) - 1914. – Paul von Heyse, njemački književnik (* 1830.) - 1974. – Georges Pompidou, francuski političar (* 1911.) - 2005. – Papa Ivan Pavao II. (* 1920.) - 2010. – Mato Došen, hrvatski glazbeni producent i tekstopisac (* 1953.) - 2016. – Žan Ojdanić, hrvatski malonogometaš, padobranac, dječji glumac i nekadašnji predsjednik navijačke skupine Torcida iz Splita (* 1971.) |

## Blagdani i spomendani
- Sveti Franjo Paulski
- Svjetski dan svjesnosti o autizmu